# Sun Baoqi
Sun Baoqi (ur. 26 kwietnia 1867 w Hangzhou, zm. 3 lutego 1931 w Szanghaju) – chiński polityk, dyplomata, premier Republiki Chińskiej w 1914 oraz 1924 roku.
Pochodził z rodziny związanej z dworem, jego ojciec, Sun Yijing, był nauczycielem cesarza Xianfenga. Początkowo pracował w administracji cesarskiej, później był sekretarzem w chińskich przedstawicielstwach w Wiedniu, Paryżu i Londynie. W latach 1902–1906 był chińskim posłem we Francji, następnie w latach 1907-1908 w Cesarstwie Niemieckim. W latach 1909–1911 pełnił urząd gubernatora prowincji Shandong.
Po upadku monarchii pełnił urząd ministra spraw zagranicznych (1913-1914) i ministra finansów (1916). W późniejszym okresie był m.in. naczelnikiem urzędu celnego oraz dyrektorem kilku przedsiębiorstw państwowych. W 1924 roku pełnił funkcję premiera Republiki Chińskiej.